# Conversano
Conversano é uma comuna italiana da região da Puglia, província de Bari, com cerca de 23.958 habitantes. Estende-se por uma área de 126 km², tendo uma densidade populacional de 190 hab/km². Faz fronteira com Castellana Grotte, Mola di Bari, Polignano a Mare, Putignano, Rutigliano, Turi.

## Demografia
| Variação demográfica do município entre 1861 e 2011                               |
|                                                                                   |
| Fonte: Istituto Nazionale di Statistica (ISTAT) - Elaboração gráfica da Wikipedia |